# 설소대 단축증
설소대 단축증(ankyloglossia), 짧은 혀주름띠 또는 단설소대증은 선천적으로 발생 과정에서 혀 밑과 입 안을 연결하는 막 모양의 설소대가 짧은 증상이다.
혀가 움직이는데 제한을 받아서, 말할 때 특정 발음을 잘 못할 가능성이 있다고 알려져 있다.

## 전문가들의 견해
전문가들 사이에서는 단순한 증상이라는 데에서부터 여러 문제가 있을 수 있다는 의견이 분분하다. 가장 논란이 되는 논문 중의 하나는 Messner와 Lalakea (2000)이다.
이 논문은 1598명의 이비인후과 의사, 소아과 의사, 발음 교정 전문가, 모유 수유 상담가에게 설문을 보내어 그들의 견해를 물었다. 797개의 답변이 돌아왔으며, 이 논문의 자료로 쓰였다. 69퍼센트의 모유 수유 상담가는 젖먹는데 문제가 된다고 답변했으나, 소아과 의사들은 대부분 문제가 없다고 답했다. 60퍼센트의 이비인후과 의사외 50퍼센트의 발음 교정 전문가는 말 하는데 문제가 될 수도 있다고 답했으며 23퍼센트의 소아과 의사만이 말하는데 지장이 있다고 답했고, 67퍼센트의 이비인후과 의사들과 21퍼센트의 소아과 의사들은 사회적, 그리고 실용적인 문제가 있다고 답했다. 여기에서 왜 이비인후과 의사과 소아과 의사의 의견이 다른지는 명쾌하게 설명이 안 된다.

## 발음
Messner와 Lalakea가 설소대 단축증의 어린이를 대상으로 연구했다. 그들은 단축증이 있는 어린이들의 발음과 치찰음인 [t d z s θ ð n l]이 영향을 받을 수 있다고 했다.